# Disney’s Hollywood Studios
Koordinaten: 28° 21′ 25″ N, 81° 33′ 22″ W
Disney's Hollywood Studios ist ein Themenpark im Walt Disney World Resort in Bay Lake, Florida, in der Nähe von Orlando. Er wird von der Walt Disney Company durch deren Experiences-Sparte betrieben. Der Park, basierend auf einem Konzept von Marty Sklar, Randy Bright und Michael Eisner, wurde am 1. Mai 1989 als Disney-MGM Studios Theme Park eröffnet und war der dritte von vier Themenparks, die in Walt Disney World gebaut wurden. Der Park erstreckt sich über eine Fläche von 55 Hektar (135 Acres) und ist einer idealisierten Version von Hollywood, Kalifornien, gewidmet. Er thematisiert die imaginären Welten aus Film, Fernsehen, Musik und Theater und lässt sich von der Goldenen Ära Hollywoods inspirieren.
Disney's Hollywood Studios wurden ursprünglich sowohl als Themenpark, der sich mit der Showbranche befasst, als auch als Produktionsstudio mit aktiven Film- und Fernsehproduktionsdiensten, einer Animationsniederlassung und einem funktionierenden Backlot entwickelt. Der Bau des kombinierten Parks und Studios begann 1987, wurde jedoch beschleunigt, als der Bau des ähnlich gestalteten Universal Studios Florida nur wenige Meilen entfernt begann. Um das Interesse der Öffentlichkeit zu steigern und die Vielfalt der Filmrepräsentation im Park zu erhöhen, schloss Disney eine Lizenzvereinbarung mit Metro-Goldwyn-Mayer (MGM), von der der ursprüngliche Name des Parks abgeleitet wurde. Die Produktionsanlagen des Parks wurden im Laufe der 2000er Jahre entfernt, und viele der Soundstages wurden für neue Attraktionen und die Nutzung durch Gäste umgebaut. Der aktuelle Name des Parks trat 2008 in Kraft, nachdem die MGM-Markenkennzeichnung im gesamten Park entfernt worden war. In den 2010er Jahren begann der Park, sich von der ursprünglichen Idee des Studio-Backlots zu entfernen und sich in Richtung immersiver Thematisierung und Attraktionsentwicklung zu bewegen, inspiriert von den imaginären Welten der Hollywood-Geschichtenerzähler.
Das ursprüngliche Wahrzeichen des Parks war der Earffel Tower, ein falscher Wasserturm mit Mickey-Maus-Ohren. 2001 wurde der Zaubererhut – eine stilisierte Version des magischen Huts aus Fantasia – im zentralen Bereich des Parks errichtet und diente bis zu seiner Entfernung im Januar 2015 als Symbol des Parks. Der Earffel Tower wurde ebenfalls im darauffolgenden Jahr entfernt. Seitdem ist das Hollywood Tower Hotel das offizielle Wahrzeichen des Parks, während die Nachbildung des Grauman’s Chinese Theatre als visuelles Zentrum dient. Im Jahr 2023 empfing der Park 10,3 Millionen Besucher und belegte damit den zehnten Platz der meistbesuchten Themenparks der Welt.

## Widmung
“The World you have entered was created by The Walt Disney Company and is dedicated to Hollywood—not a place on a map, but a state of mind that exists wherever people dream and wonder and imagine, a place where illusion and reality are fused by technological magic. We welcome you to a Hollywood that never was—and always will be.”

„Die Welt, die Sie betreten haben, wurde von der Walt Disney Company geschaffen und ist Hollywood gewidmet – kein Ort auf der Landkarte, sondern ein Geisteszustand, der überall dort existiert, wo Menschen träumen, staunen und sich vorstellen, ein Ort, an dem Illusion und Realität durch technologische Magie verschmelzen. Wir heißen Sie willkommen in einem Hollywood, das es niemals gab – und immer geben wird.“

## Geschichte und Entwicklung

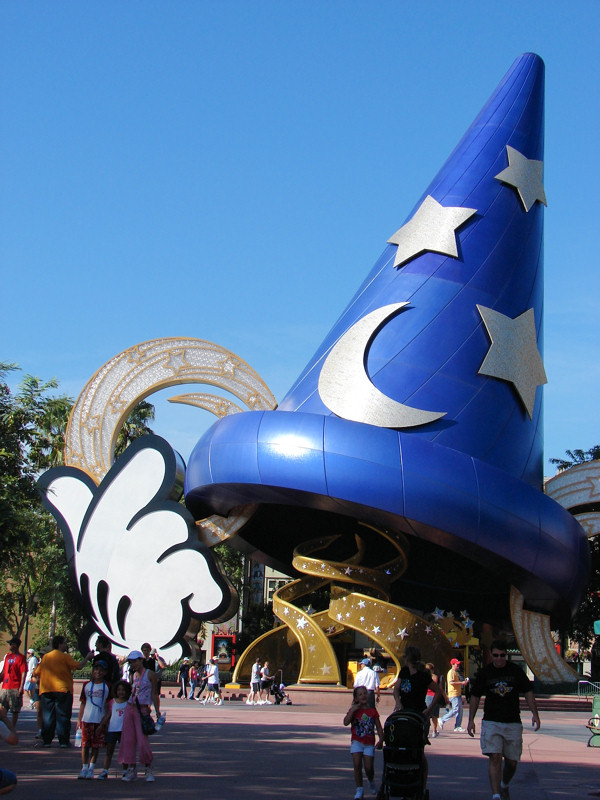
Der Zaubererhut aus Fantasia, das ehemalige Wahrzeichen von Disney's Hollywood Studios, am Ende des Hollywood Boulevard.

Ein Team von Walt Disney Imagineers unter der Leitung von Marty Sklar und Randy Bright erhielt den Auftrag, zwei neue Pavillons für den Future World-Bereich von Epcot zu entwerfen. Die Brainstorming-Sitzungen führten zu den Konzepten für die Pavillons "Wonders of Life" und "Great Movie Ride". Letzterer sollte wie eine Filmkulisse aussehen, mit einem Eingang im Stil eines Kinos in der Mitte, und zwischen den Pavillons "The Land" und "Journey Into Imagination" platziert werden. Als der neu ernannte CEO Michael Eisner die Pläne für den Pavillon sah, forderte er, dass die Attraktion statt in einem bestehenden Park der Anker für einen neuen Park sein sollte, der sich mit Hollywood, Unterhaltung und Showbusiness thematisch beschäftigt.
Im Jahr 1985 schlossen Disney und Metro-Goldwyn-Mayer (MGM) einen Lizenzvertrag ab, der Disney weltweite Rechte zur Nutzung der MGM-Marke und des Logos für das, was später die Disney-MGM Studios werden sollten, einräumte. Diese Studios beinhalteten eine Produktionsanlage für Filme und Fernsehshows, ein Backlot und ein Animationssatellitenstudio für Walt Disney Feature Animation, das noch vor der Eröffnung des Parks in Betrieb genommen wurde. 1988 reichte MGM/UA eine Klage ein, die behauptete, Disney habe gegen die Vereinbarung verstoßen, indem es ein funktionierendes Film- und Fernsehstudio im Resort betrieb. Am 1. Mai 1989 wurde der Themenpark neben den Produktionsanlagen eröffnet, wobei die einzige Verbindung zu MGM die ursprüngliche Lizenzvereinbarung war, die Disney erlaubte, den Namen und das Löwenlogo von MGM für Marketingzwecke zu verwenden, sowie separate Verträge, die die Nutzung spezifischer MGM-Inhalte für die "Great Movie Ride" ermöglichten. Am Eröffnungstag waren die einzigen beiden Attraktionen die "Studio Backlot Tour" und die "Great Movie Ride". Einige Monate nach der Eröffnung des Parks wurde die improvisierende Schauspielgruppe "Streetmosphere" hinzugefügt, die heute als "Citizens of Hollywood" bekannt ist und die am längsten laufende Attraktion des Parks darstellt.

Logo des Parks bis zum 7. Januar 2008.

Disney reichte später eine Gegenklage ein, in der behauptet wurde, dass MGM/UA und MGM Grand, Inc. eine Verschwörung eingegangen seien, um Disneys weltweite Rechte am MGM-Namen im Themenparkgeschäft zu verletzen und dass MGM/UA Disneys Ruf schädigen würde, indem es einen eigenen Themenpark im MGM Grand Hotel und Casino in Las Vegas, Nevada, baut. Am 23. Oktober 1992 entschied Richter Curtis B. Rappe vom Los Angeles Superior Court, dass Disney das Recht habe, den Namen Disney-MGM Studios weiterhin für Filmproduktionen zu verwenden, die in der Anlage in Florida produziert wurden, und dass MGM Grand das Recht habe, einen Themenpark in Las Vegas zu errichten, solange er nicht das gleiche Studiobacklot-Thema wie Disneys Anlage teile. Der 33 Hektar große MGM Grand Adventures Theme Park wurde 1993 in Las Vegas eröffnet und 2000 dauerhaft geschlossen. Disney war vertraglich untersagt, den Namen Disney-MGM Studios in bestimmten Marketingkontexten zu verwenden; in diesen Fällen wurde der Park entweder als The Disney Studios oder Disney Studios Florida bezeichnet.
In den 1990er Jahren, als die Popularität und die Besucherzahlen des Parks wuchsen, erlebte der Park seine erste Erweiterung im Jahr 1994 mit der Hinzufügung des Sunset Boulevards und der Attraktion "The Twilight Zone Tower of Terror". Die New Yorker Straßen des Backlots wurden für Gäste zugänglich gemacht, um den Verkehr zu entlasten, und in "Streets of America" umbenannt. Im selben Jahrzehnt unterstützte das Satellitenstudio von Walt Disney Feature Animation vor Ort die Produktion von "Die Schöne und das Biest", "Aladdin" und "Der König der Löwen", wobei "Mulan" und "Lilo & Stitch" vollständig im Studio des Parks fertiggestellt wurden. Im Jahr 2001 wurde der Zauberhut – eine stilisierte Version des magischen Huts aus "Fantasia" – vor dem Chinesischen Theater des Parks errichtet und wurde ab dann zum Wahrzeichen des Parks, wodurch der Earffel Tower diese Rolle verlor. 2004 wurde die Animationsabteilung in Florida geschlossen. Die Residential Street des Backlots wurde abgerissen, um Platz für die neue Attraktion "Lights, Motors, Action! Extreme Stunt Show" im Jahr 2005 zu schaffen. 2007 kündigte Disney an, dass die Disney-MGM Studios am 7. Januar 2008 in Disney’s Hollywood Studios umbenannt werden würden. Im selben Jahr wurde die ehemalige Soundstage 1 zur Heimat von "Toy Story Mania!" und das umliegende Gebiet wurde in Pixar Place umgestaltet.
In den 2010er Jahren begann Disney, die "studioartigen" Attraktionen des Parks, die während seiner frühen Betriebsjahre im Mittelpunkt standen, zu reduzieren. Dazu gehörten die Schließung der "Studio Backlot Tour", der "American Idol Experience" und der "Legend of Captain Jack Sparrow"-Attraktionen im Jahr 2014. Im folgenden Jahr wurde der Zauberhut entfernt und die ursprüngliche Sichtachse vom Hollywood Boulevard zum Chinesischen Theater des Parks wiederhergestellt. Im März 2015 deutete Disney-CEO Bob Iger während einer jährlichen Aktionärsversammlung eine mögliche Namensänderung des Parks an, aufgrund der bevorstehenden Veränderungen. Das Unternehmen dementierte jedoch die Gerüchte einer Namensänderung im Februar 2018. Der Park setzte die Schließung weiterer studioähnlicher Attraktionen fort; im April 2016 wurden große Teile der "Streets of America" – einschließlich der Backlot-Straßenfassaden, der "Lights, Motors, Action! Extreme Stunt Show", des Earffel Towers und der übrigen Backstage-Bereiche – geschlossen und abgerissen, um Platz für "Star Wars: Galaxy’s Edge" und "Toy Story Land" zu schaffen. 2017 schloss die "Great Movie Ride" als letzte verbleibende Eröffnungsattraktion und wurde durch "Mickey & Minnie’s Runaway Railway" ersetzt.
Neu im Jahr 2018 war Toy Story Land, das 2018 eröffnet wurde und den Pixar-Filmen gewidmet ist. Mit Attraktionen wie Slinky Dog Dash, Alien Swirling Saucers und der bereits bestehenden Toy Story Mania! bietet dieser Bereich ein familienfreundliches Erlebnis mit zahlreichen interaktiven Elementen.
Ein wichtiger Aspekt der jüngeren Entwicklungen war die Eröffnung von Star Wars: Galaxy’s Edge im Jahr 2019, einer interaktiven Themenwelt, die Besuchern das Star-Wars-Universum näherbringt. Diese Erweiterung umfasst die Attraktionen Millennium Falcon: Smugglers Run und Star Wars: Rise of the Resistance, die moderne Technologie und interaktives Storytelling nutzen.
Ein weiterer bedeutender Schritt in der Weiterentwicklung des Parks war die Eröffnung von Mickey & Minnie’s Runaway Railway im Jahr 2020, die erste Attraktion, die den beiden ikonischen Figuren Mickey und Minnie Mouse gewidmet ist. Diese Fahrt, die sich im Chinesischen Theater befindet, setzt auf eine Kombination aus traditionellen Dark-Ride-Elementen und modernster Animations- und Trackless-Technologie, um eine einzigartige, rasante Geschichte zu erzählen.

## Themenbereiche und Attraktionen

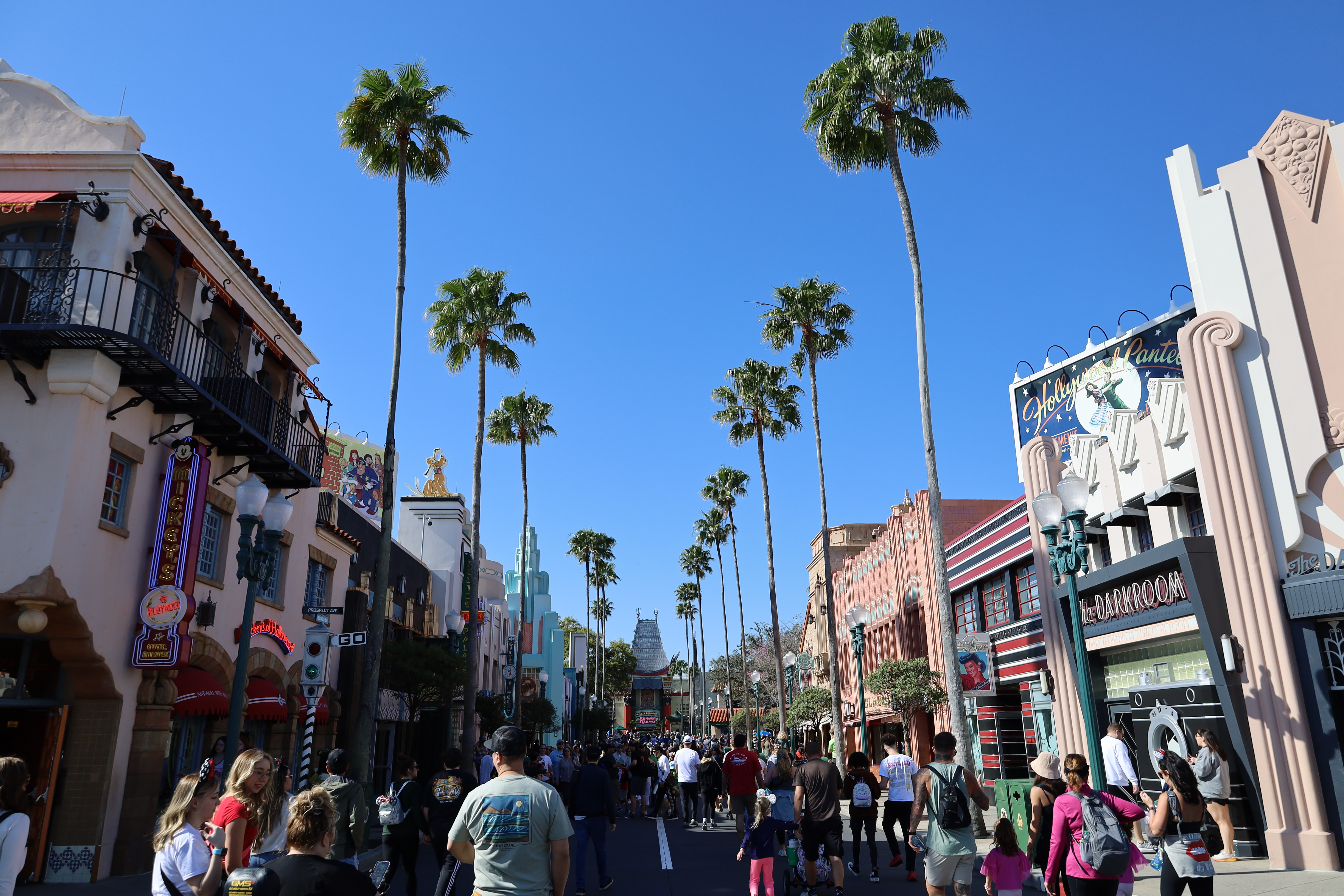
Hollywood Boulevard
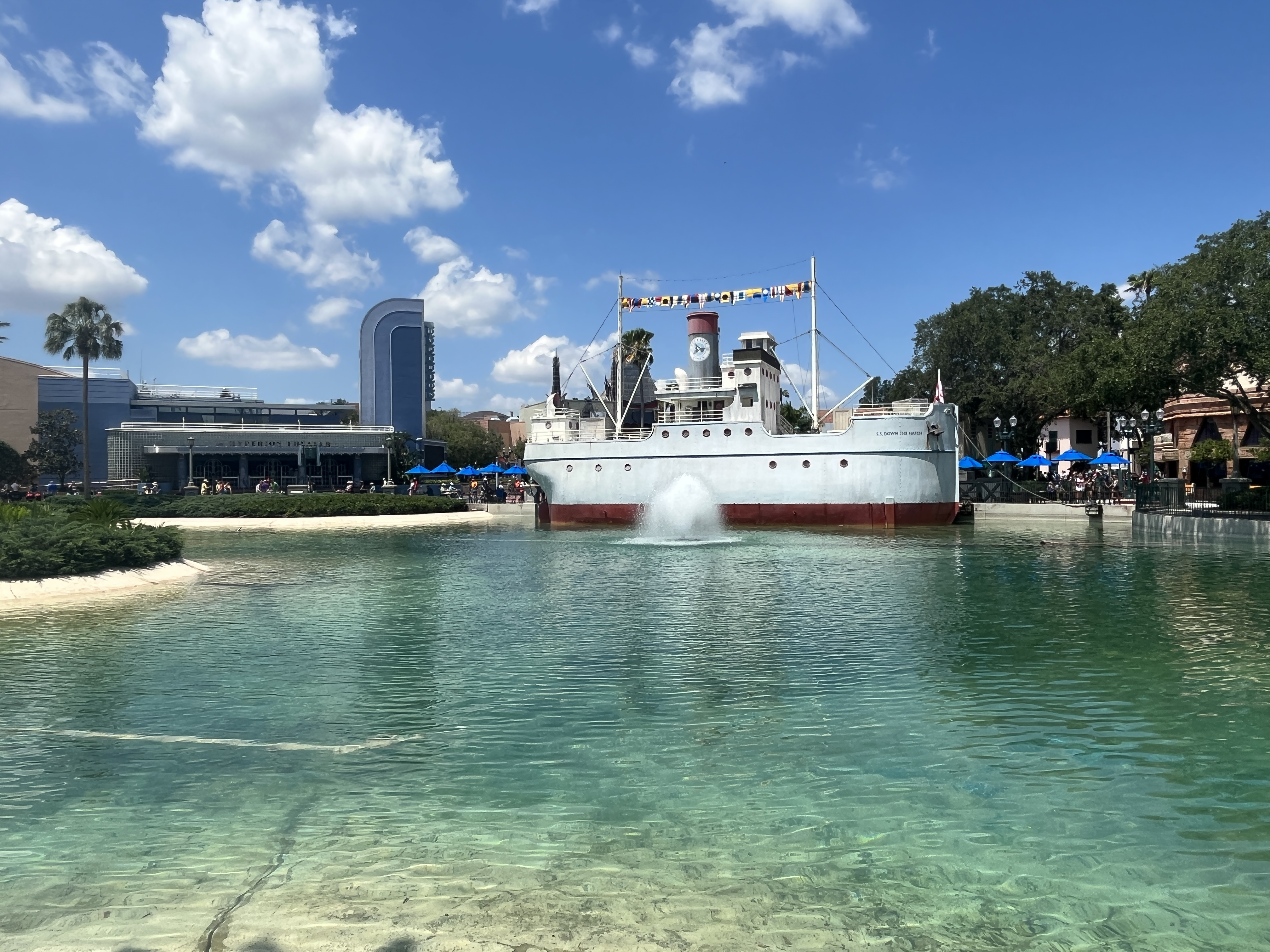
Echo Lake
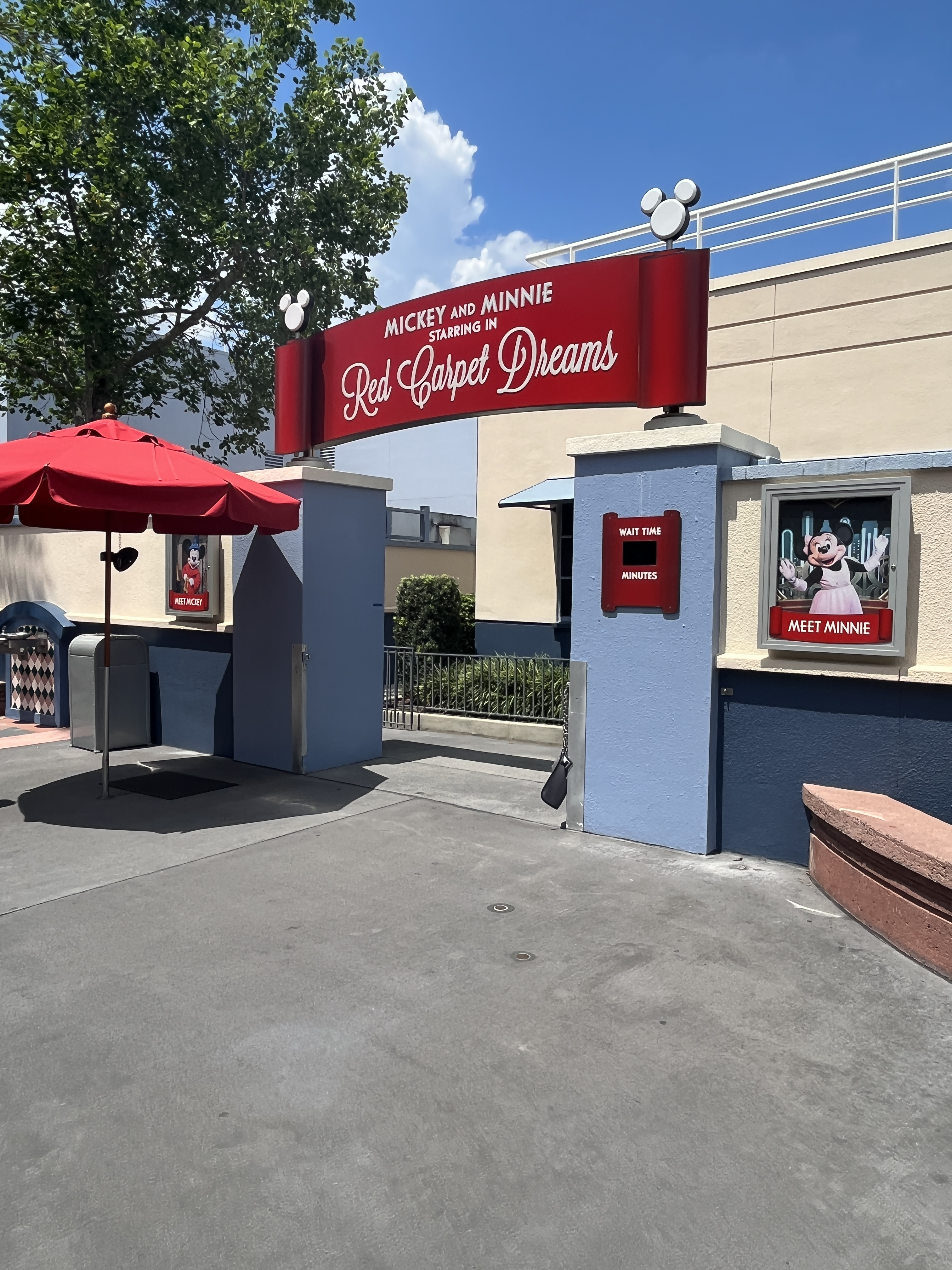
Commissary Lane
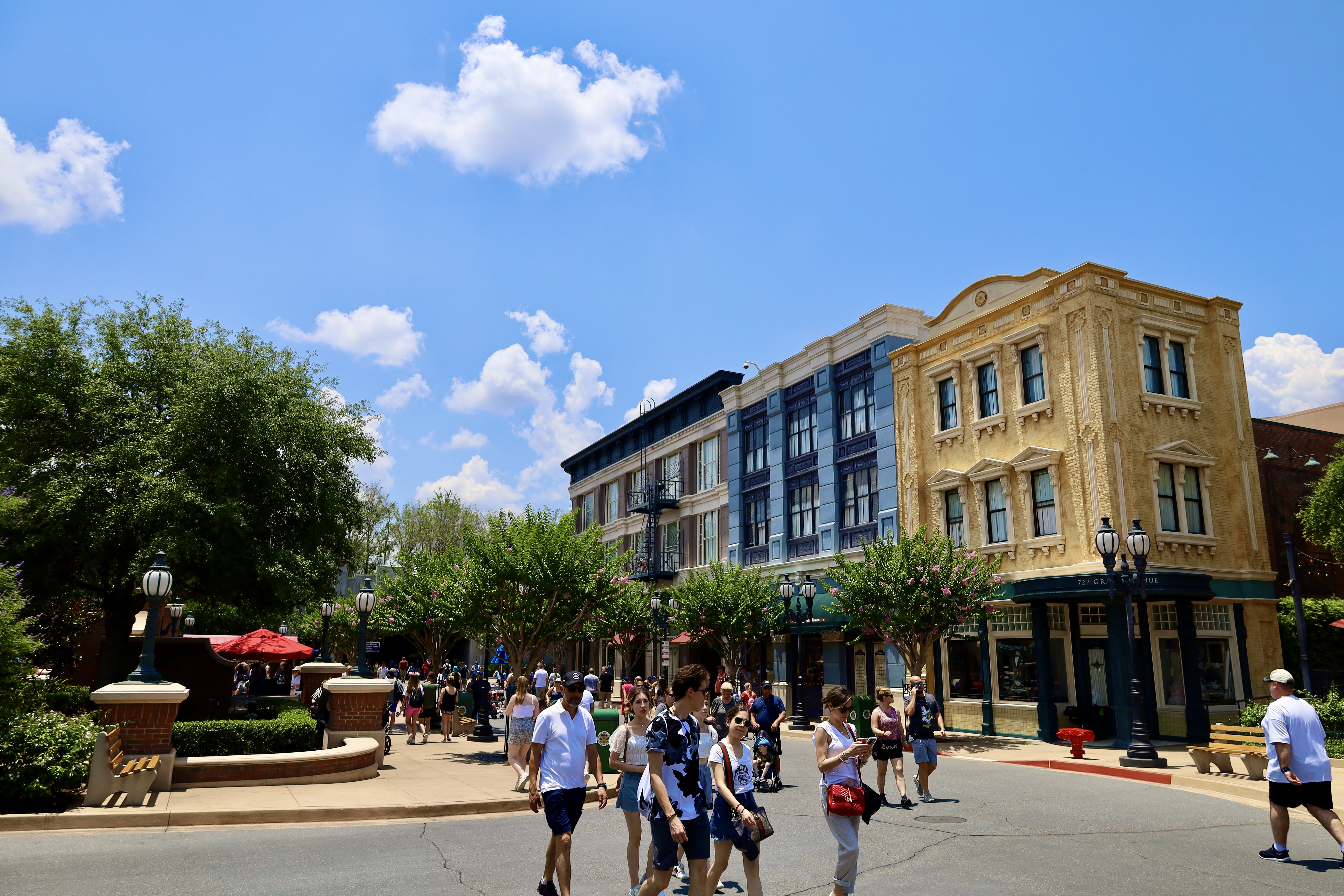
Grand Avenue
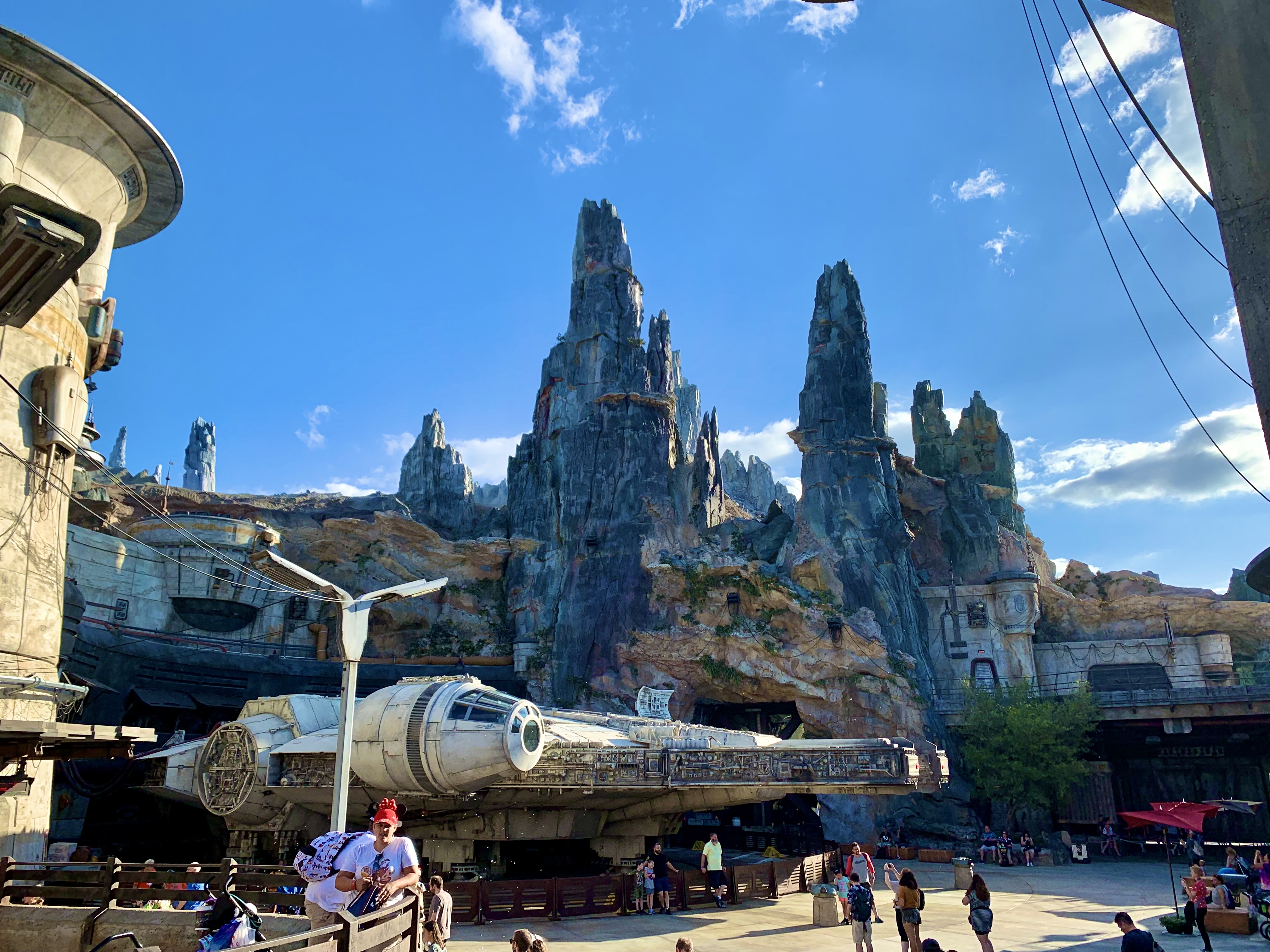
Star Wars: Galaxy’s Edge
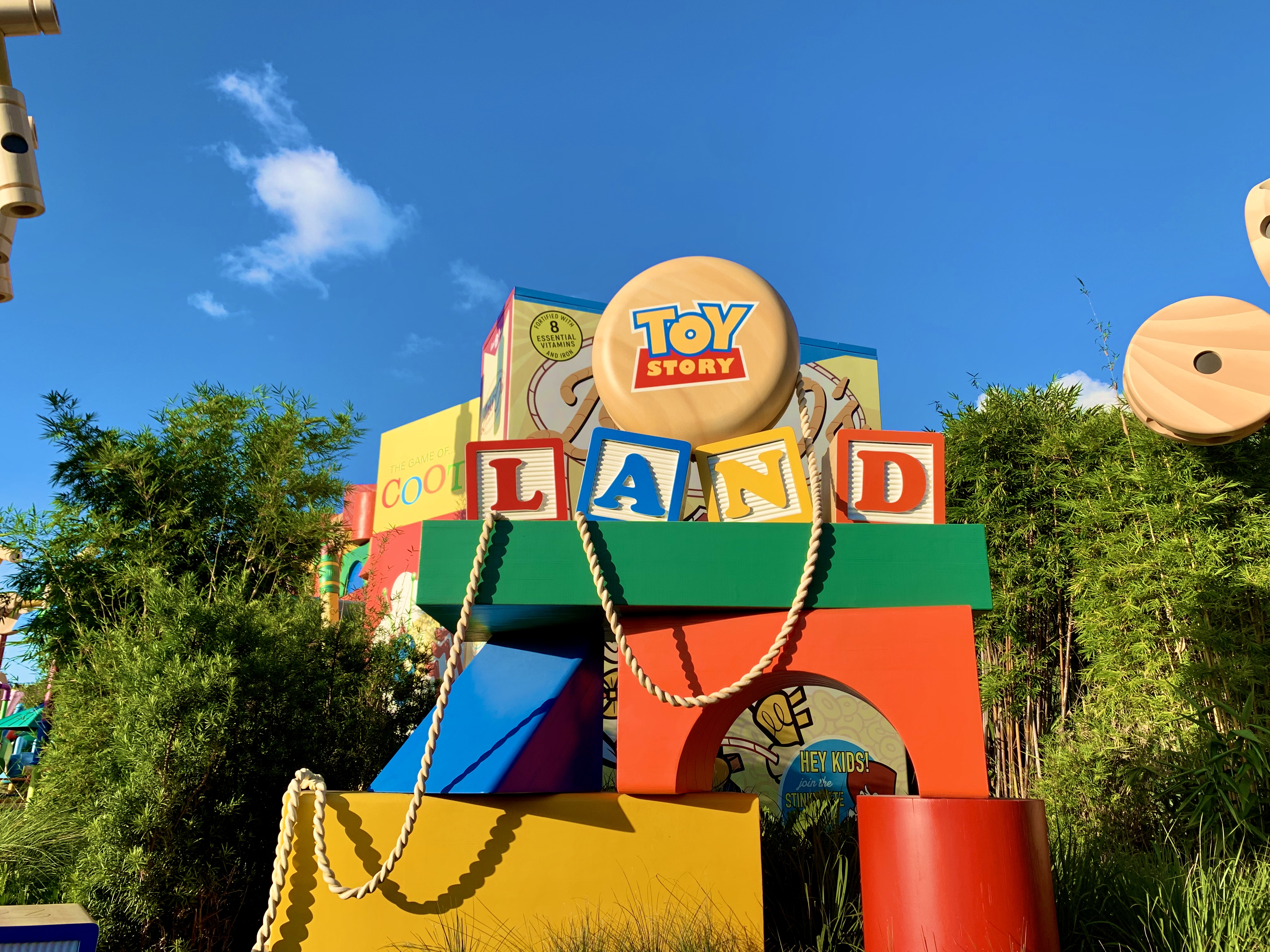
Toy Story Land
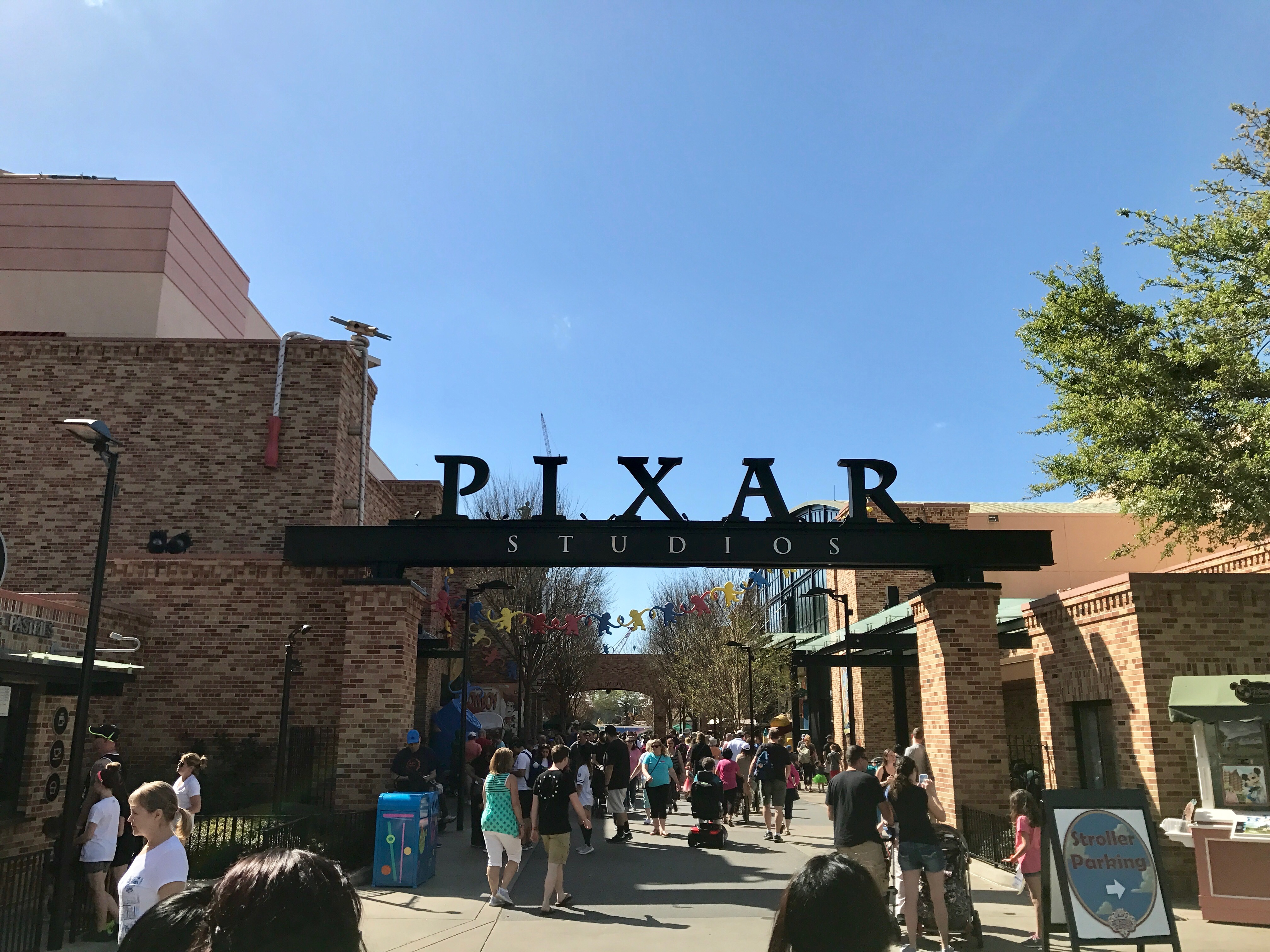
Pixar Plaza
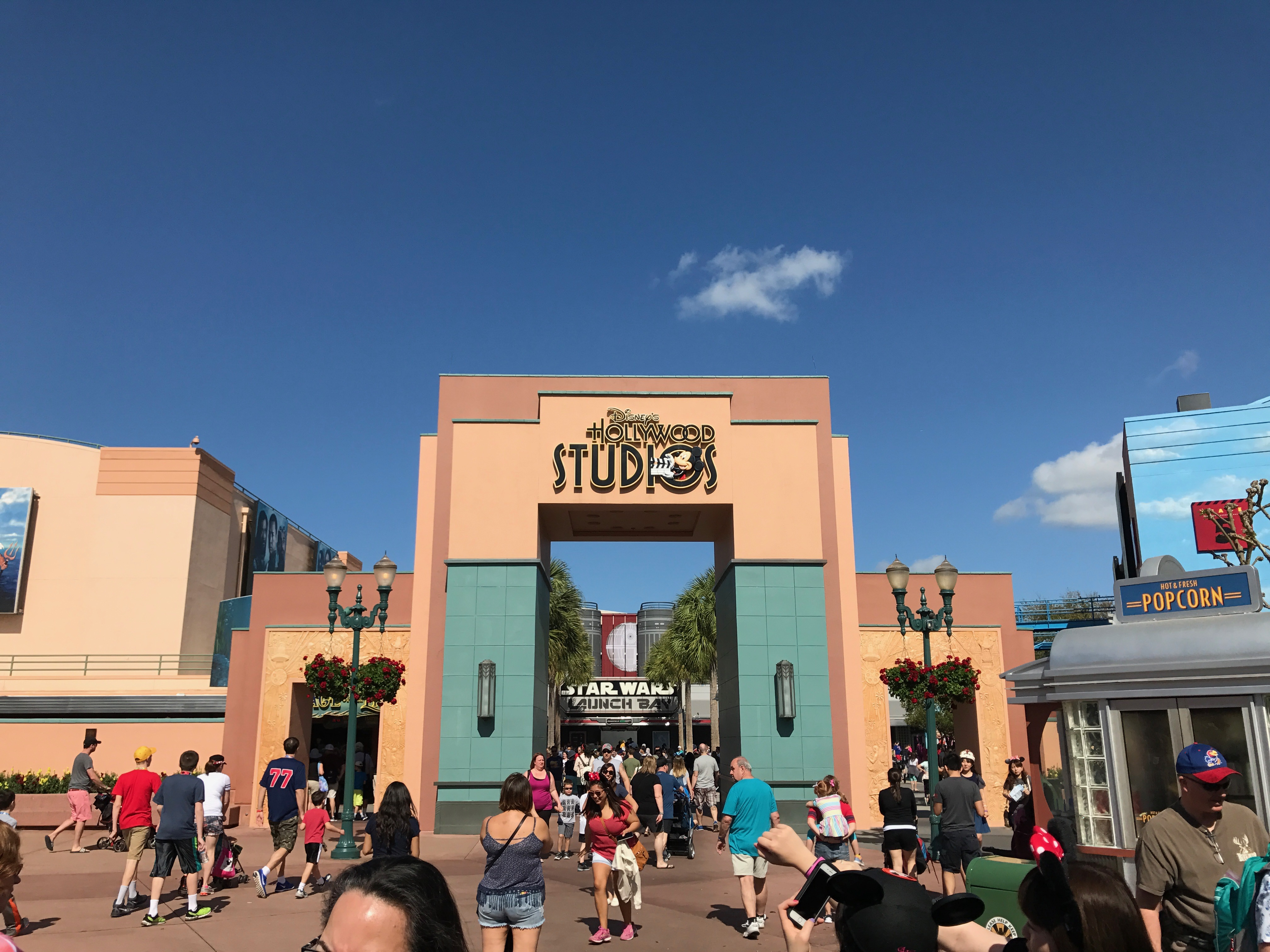
Animation Courtyard
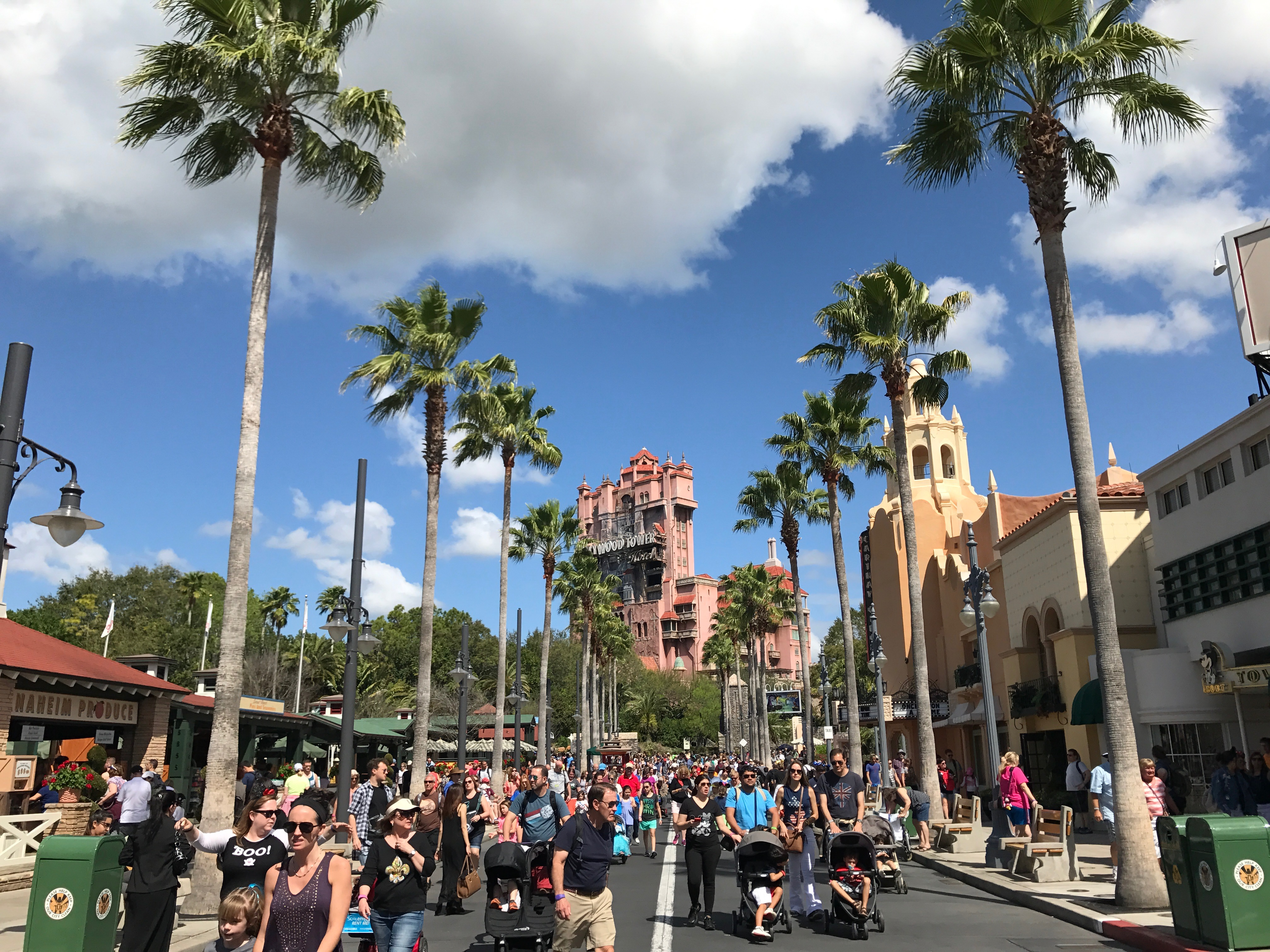
Sunset Boulevard

Disney’s Hollywood Studios ist in neun Themenbereiche unterteilt, die von Darstellungen entweder realer Orte in Hollywood und Los Angeles oder von erfundenen Welten, die in Hollywood-Geschichten entstanden sind, inspiriert sind. Der ursprüngliche Grundriss des Parks zeigte ein großes verstecktes Mickey-Maus-Symbol, das auf Luftaufnahmen des Parks und auf den frühen Parkplänen zu sehen war, obwohl durch Bauarbeiten und andere Veränderungen im Park ein Großteil dieses Symbols nicht mehr erhalten ist.

### Hollywood Boulevard
Der Hollywood Boulevard, inspiriert von der gleichnamigen Straße, dient als Haupteingang des Parks und funktioniert ähnlich wie die Main Street, U.S.A. im Magic Kingdom. Er ist gesäumt von thematischen Fassaden und Geschäften, die Disney-Waren und Parkdienstleistungen anbieten. Die Gäste betreten den Park durch das Haupttor, das dem Pan-Pacific Auditorium nachempfunden ist. In der Nähe des Parkeingangs befindet sich eine Nachbildung des Crossroads of the World-Turms. Tagsüber finden auf der Hauptstraße Live-Unterhaltung und saisonale Paraden statt. Am Ende des Hollywood Boulevards steht eine exakte Replik des Grauman’s Chinese Theatre, in dem sich Mickey & Minnie's Runaway Railway befindet, eine Dark Ride-Attraktion, die sich um die Welt der Mickey-Maus-Cartoons dreht. In der Nähe des Eingangs zum Animation Courtyard befindet sich das Restaurant The Hollywood Brown Derby, eine thematische Nachbildung des ursprünglichen Brown Derby-Restaurants in Hollywood, Kalifornien.
| Bild         | Name                              | Art                   | Eröffnung    |
| Attraktionen | Attraktionen                      | Attraktionen          | Attraktionen |
| ------------ | --------------------------------- | --------------------- | ------------ |
|              | Mickey & Minnie's Runaway Railway | Darkride              | 4. März 2020 |
| Gastronomie  |                                   |                       |              |
|              | The Hollywood Brown Derby         | A la Carte Restaurant |              |
|              | The Trolley Car Café              | Café                  |              |
| Merchandise  |                                   |                       |              |
|              | Sid Cahuenga`s One-of-a-Kind      | Merchandise           |              |
|              | Mickey's of Hollywood             | Merchandise           |              |
|              | Keystone Clothiers                | Merchandise           |              |
|              | Celebrity 5 & 10                  | Merchandise           |              |
|              | Oscar's Super Service             | Merchandise           |              |

### Echo Lake
Echo Lake, inspiriert von dem gleichnamigen Viertel in Los Angeles, ist so gestaltet, dass es die vorstädtische „California Crazy“-Architektur aus Hollywoods Goldener Ära nachahmt und sich um den namensgebenden See gruppiert.
Echo Lake bietet zwei Hauptattraktionen, die auf Charakteren und Filmen basieren, die von George Lucas geschaffen und von Lucasfilm produziert wurden. Star Tours – The Adventures Continue ist eine 3-D-Motionsimulatorfahrt, die im Star-Wars-Universum spielt. Die Live-Show Indiana Jones Epic Stunt Spectacular! stellt verschiedene Szenen aus Steven Spielbergs „Jäger des verlorenen Schatzes“ nach und zeigt, wie professionelle Filmstunts im Epic Theater im Freien durchgeführt werden.
Das Hyperion Theater beherbergt die Show For the First Time in Forever: A Frozen Sing-Along Celebration, eine musikalische Darbietung, die auf Disneys „Die Eiskönigin – Völlig unverfroren“ basiert. Hinter diesem Gebäude befindet sich ein Unterbereich namens Commissary Lane, der den Hollywood Boulevard direkt mit der Grand Avenue verbindet und Echo Lake vollständig umgeht. In diesem Bereich befinden sich zwei gastronomische Einrichtungen: ABC Commissary, ein Schnellrestaurant, das thematisch zu ABC-Fernsehprogrammen passt, und das Sci-Fi Dine-In Theater Restaurant, ein Dinner-Theater im Retro-Stil mit Tischen, die an Oldtimer angelehnt sind, und einer großen Leinwand, auf der kontinuierlich Clips von Science-Fiction-Filmen aus den 1950er-Jahren gezeigt werden.
| Bild         | Name                                                             | Art                      | Eröffnung       |
| Attraktionen | Attraktionen                                                     | Attraktionen             | Attraktionen    |
| ------------ | ---------------------------------------------------------------- | ------------------------ | --------------- |
|              | Star Tours – The Adventures Continue                             | Flugsimulator            | 20. Mai 2011    |
|              | Vacation Fun                                                     | Kino                     | 4. März 2020    |
| Shows        |                                                                  |                          |                 |
|              | For the first Time in Forever: A "Frozen" Sing-Along Celebration | Show                     | 5. Juli 2014    |
|              | Indiana Jones Epic Stunt Spectacular!                            | Show                     | 25. August 1989 |
| Gastronomie  |                                                                  |                          |                 |
|              | 50s Prime Time Café                                              | A-la-Carte-Restaurant    |                 |
|              | Backlot Express                                                  | Quick-Service-Restaurant |                 |
|              | Dinosaur Gertie's Ice Cream of Extinction                        | Eiscreme-Stand           |                 |
|              | Dockside Diner                                                   | Quick-Service-Stand      |                 |
|              | Epic Eats                                                        | Dessert-Kantine          |                 |
|              | Hollywood & Vine                                                 | Character Dining         |                 |
|              | Oasis Canteen                                                    | Snacks                   |                 |
| Merchandise  |                                                                  |                          |                 |
|              | "Frozen" Fractal Gifts                                           | Frozen-Merchandise       |                 |
|              | Tatooine Traders                                                 | Star-Wars-Merchandise    |                 |

### Commissary Lane
Commissary Lane verbindet den Hollywood Boulevard mit der Grand Avenue und bietet den Besuchern eine Auswahl an gastronomischen Einrichtungen. Zu den Hauptattraktionen zählen das ABC Commissary, ein Schnellrestaurant, das auf beliebten ABC-Fernsehprogrammen basiert, und das Sci-Fi Dine-In Theater Restaurant, ein einzigartiges Dinner-Theater mit Tischen in Form von Oldtimern und einer großen Leinwand, auf der Science-Fiction-Filme der 1950er-Jahre gezeigt werden. Besucher können außerdem Mickey und Minnie bei Red Carpet Dreams treffen, wo sie die beliebten Charaktere in einem glamourösen Hollywood-Setting erleben.
| Bild        | Name                                        | Art                      | Eröffnung   |
| Shows       | Shows                                       | Shows                    | Shows       |
| ----------- | ------------------------------------------- | ------------------------ | ----------- |
|             | Meet Mickey and Minnie at Red Carpet Dreams | Meet and Greet           | 8. Mai 2016 |
| Gastronomie |                                             |                          |             |
|             | Sci-Fi Dine-In Theater Restaurant           | 50er-Jahre-Restaurant    |             |
|             | ABC Commissary                              | Quick-Service-Restaurant |             |

### Grand Avenue
Grand Avenue ist thematisch als ein aufgewerteter historischer Bezirk gestaltet, inspiriert von der gleichnamigen realen Lage in der Innenstadt von Los Angeles. Der Bereich wird von Muppet*Vision 3D dominiert, einer 4D-Filmattraktion mit den Muppets aus Jim Hensons The Muppet Show, die im Grand Arts Theatre innerhalb des Grand Park präsentiert wird, welcher ebenfalls vom echten Park gleichen Namens inspiriert ist. Grand Avenue beherbergt außerdem PizzeRizzo – eine Pizzeria, die Rizzo the Rat gehört – Mama Melrose’s Ristorante Italiano und die BaseLine Tap House, ein modernes Pub im kalifornischen Stil. Die Hauptstraße der Grand Avenue führt in eine Nachbildung des Figueroa Street Tunnels, der Grand Avenue mit dem angrenzenden Star Wars: Galaxy’s Edge verbindet.
Grand Avenue war ursprünglich als ein Themenbereich namens Muppet Studios geplant, nachdem Disney die Jim Henson Company übernommen hatte. Neben Muppet*Vision 3D sollte dieser Bereich ein thematisches Restaurant und eine Muppet-Dark-Ride-Parodie von The Great Movie Ride umfassen. Der Deal scheiterte jedoch nach Hensons Tod, und nur Muppet*Vision 3D wurde realisiert.
Der verwirklichte Muppet-Themenbereich wurde Teil des ehemaligen Streets of America-Bereichs des Parks, der mehrere Attraktionen umfasste, darunter eine städtische Straßennachbildung von New York City und San Francisco. Die namensgebenden Straßenfassaden des Bereichs waren ursprünglich das funktionierende Backlot-Set des Parks, das ursprünglich ein Bestandteil der Studio Backlot Tour zur Eröffnung des Parks war und Mitte der 1990er Jahre für Fußgänger zugänglich gemacht wurde. Dieses Gebiet wurde am 2. April 2016 geschlossen, um Platz für den Bau von Galaxy’s Edge zu schaffen. Die Muppet-Themenbereiche und ein verbleibender New Yorker Block der Streets of America-Fassaden wurden in Muppets Courtyard umgewandelt, das als Übergangsbezeichnung diente, bis Grand Avenue im September 2017 fertiggestellt wurde.
| Bild         | Name                               | Art                            | Eröffnung    |
| Attraktionen | Attraktionen                       | Attraktionen                   | Attraktionen |
| ------------ | ---------------------------------- | ------------------------------ | ------------ |
|              | Muppet*Vision 3D                   | 3D-Kino                        | 16. Mai 1991 |
| Gastronomie  |                                    |                                |              |
|              | BaseLine Tap House                 | Bar-Lounge                     |              |
|              | Ice Cold Hydraulics                | Snacks                         |              |
|              | Mama Melrose's Ristorante Italiano | A-la-Carte-Pizza-Restaurant    |              |
|              | PizzeRizzo                         | Quick-Service-Pizza-Restaurant |              |

### Star Wars: Galaxy’s Edge
Star Wars: Galaxy's Edge spielt im Star-Wars-Universum, im Dorf Black Spire Outpost auf dem abgelegenen Grenzplaneten Batuu. Zu den Attraktionen gehören Star Wars: Rise of the Resistance, eine Dark Ride, die die Gäste in eine entscheidende Schlacht zwischen der Ersten Ordnung und dem Widerstand führt, und Millennium Falcon: Smugglers Run, eine Flugsimulator-Attraktion, bei der die Gäste den Millennium Falcon auf einer maßgeschneiderten geheimen Mission im Auftrag von Hondo Ohnaka und Chewbacca steuern. Restaurants und Geschäfte umfassen Oga's Cantina, Savi's Workshop und das Droid Depot. Das Gebiet wurde 2019 eröffnet und ersetzte den Streets of America-Bereich des Parks. Der 14 Hektar (5,7 ha) große Themenbereich kostete schätzungsweise 1 Milliarde US-Dollar.
| Bild         | Name                                         | Art                       | Eröffnung         |
| Attraktionen | Attraktionen                                 | Attraktionen              | Attraktionen      |
| ------------ | -------------------------------------------- | ------------------------- | ----------------- |
|              | Star Wars: Millennium Falcon – Smugglers Run | Flugsimulator             | 29. August 2019   |
|              | Star Wars: Rise of the Resistance            | Dark-Ride                 | 05, Dezember 2019 |
| Gastronomie  |                                              |                           |                   |
|              | Docking Bay 7 Food and Cargo                 | Quick-Service-Restaurant  | 29. August 2019   |
|              | Kat Saka's Kettle                            | Snacks                    | 29. August 2019   |
|              | Milk Stand                                   | Snacks                    | 29. August 2019   |
|              | Oga's Cantina                                | Bar                       | 29. August 2019   |
|              | Ronto Roasters                               | Snacks                    | 29. August 2019   |
| Merchandise  |                                              |                           |                   |
|              | Dok-Ondar's Den of Antiquities               | Star-Wars-"Antiquitäten"  | 29. August 2019   |
|              | Droid Depot                                  | Droid-Selbst-Bauen        | 29. August 2019   |
|              | First Order Cargo                            | First-Order-Merchandise   | 29. August 2019   |
|              | Resistance Supply                            | Resistance-Merchandise    | 29. August 2019   |
|              | The Market Merchants                         | Marktplatz                | 29. August 2019   |
|              | Savi's Workshop - Handbuilt Lightsabers      | Lichtschwert-Selbst-Bauen | 29. August 2019   |

### Toy Story Land
Toy Story Land ist von Pixars Toy Story-Reihe inspiriert. Das 4,5 Hektar große Gebiet ist als Andys Hinterhof gestaltet und umfasst drei Attraktionen, die jeweils von Charakteren der Serie präsentiert werden. Zu den Attraktionen gehören Toy Story Mania!, eine interaktive 4D-Attraktion, die von klassischen Jahrmarktspielen inspiriert ist; Slinky Dog Dash, eine Outdoor-Achterbahn; und Alien Swirling Saucers, eine Attraktion im Stil einer Whip-Fahrt. Das Gebiet wurde am 30. Juni 2018 eröffnet.
| Bild         | Name                   | Art                       | Eröffnung                                                                 |
| Attraktionen | Attraktionen           | Attraktionen              | Attraktionen                                                              |
| ------------ | ---------------------- | ------------------------- | ------------------------------------------------------------------------- |
|              | Alien Swirling Saucers | Zamperla Crazy Daisy      | 30. Juni 2018                                                             |
|              | Slinky Dog Dash        | Mack Rides Launch Coaster | 05, Dezember 2019                                                         |
|              | Toy Story Mania!       | Sansei Yusoki - Dark Ride | 31. Mai 2008 – 11. Juni 2018 (Pixar Place) 30. Juni 2018 (Toy Story Land) |
| Gastronomie  |                        |                           |                                                                           |
|              | Roundup Rodeo BBQ      | Family-Style-Restaurant   |                                                                           |
|              | Woody's Lunch Box      | Quick-Service-Stand       |                                                                           |
| Merchandise  |                        |                           |                                                                           |
|              | Jessie's Trading Post  | Toy-Story-Merchandise     |                                                                           |

### Pixar Plaza
Ursprünglich als Pixar Place bekannt, wurde dieser Bereich im Mai 2023 neu gestaltet und umbenannt. Die Gestaltung von Pixar Plaza orientiert sich am Campus der Pixar Animation Studios in Emeryville, Kalifornien. Der Bereich bietet den Gästen die Möglichkeit, verschiedene Pixar-Charaktere zu treffen, darunter Edna Mode, Mr. und Mrs. Incredible, Frozone sowie Sulley aus "Die Monster AG".
| Bild  | Name                                       | Art            | Eröffnung |
| Shows | Shows                                      | Shows          | Shows     |
| ----- | ------------------------------------------ | -------------- | --------- |
|       | Meet Edna Mode at the Edna Mode Experience | Meet and Greet |           |

### Animation Courtyard
Animation Courtyard beherbergt Attraktionen, die auf Filmen und Charakteren basieren, die der Walt Disney Company gehören. Der Eingang ist durch einen quadratischen „Studio-Bogen“ gekennzeichnet. Dieser Bereich des Parks war ursprünglich der Ausgangspunkt für die Studio Backlot Tour.
Das ehemalige Magic of Disney Animation-Gebäude beherbergt heute die Star Wars Launch Bay, eine Ausstellung zu Star Wars, die Requisiten und Charakter-Treffen mit Darth Vader, Chewbacca und BB-8 zeigt. Mickey Avenue, ein Unterbereich von Animation Courtyard, beherbergt die begehbare Ausstellung Walt Disney Presents, die das Leben und Vermächtnis von Walt Disney durch Fotos, Modelle, Artefakte und einen kurzen biografischen Film erkundet, der im Walt Disney Theater von Julie Andrews erzählt wird. Der Courtyard-Bereich bietet auch zwei Live-Shows. Die Disney Junior Dance Party! unterhält die Gäste mit Charakteren aus Disney Junior-Serien, darunter Mickey and the Roadster Racers, Vampirina, Doc McStuffins und The Lion Guard.
| Bild         | Name                           | Art                 | Eröffnung         |
| Attraktionen | Attraktionen                   | Attraktionen        | Attraktionen      |
| ------------ | ------------------------------ | ------------------- | ----------------- |
|              | Star Wars Launch Bay           | Ausstellung         | 04. Dezember 2015 |
|              | Walt Disney Presents           | Multimedia-Gallerie |                   |
| Shows        |                                |                     |                   |
|              | Disney Jr. Play & Dance        | Meet & Greet        |                   |
| Gastronomie  |                                |                     |                   |
|              | Market                         | Quick-Service-Stand |                   |
|              | Joffrey's Coffee & Tea Company | Quick-Service-Stand |                   |

### Sunset Boulevard
Sunset Boulevard, inspiriert von der gleichnamigen Straße sowie dem gleichnamigen Film, war die erste Erweiterung des Parks und wurde im Juli 1994 eröffnet. Der Mittelpunkt des Sunset Boulevard ist das Hollywood Tower Hotel, in dem sich die Attraktion The Twilight Zone Tower of Terror befindet, ein Drop-Tower-Fahrgeschäft, das thematisch einem verlassenen Hotel nachempfunden ist und von Rod Serlings The Twilight Zone inspiriert wurde. In der Nähe befindet sich die Rock 'n' Roller Coaster Starring Aerosmith, eine Indoor-Achterbahn im Dunkeln, die sich um die Musik von Aerosmith im G-Force Records Studio dreht und drei Inversionen sowie einen Hochgeschwindigkeitsstart bietet.
Der Sunset Boulevard verfügt über zwei Freiluft-Amphitheater und ein überdachtes Theater. Das überdachte Theater of the Stars zeigt Beauty and the Beast Live on Stage, eine Bühnenshow mit Höhepunkten aus dem animierten Film von 1991. Das größere Freiluft-Hollywood Hills Amphitheater ist die Heimat von Fantasmic!, einer abendlichen Show mit Mickey Mouse und vielen anderen Disney-Charakteren, die eine Geschichte mit Feuerwerk, Lasern und Wassereffekten präsentiert. Das Indoor-Theater Sunset Showcase beherbergt die im Bau befindliche Disney Villains-Show, die voraussichtlich im Herbst 2025 eröffnet wird.
| Bild         | Name                                       | Art                         | Eröffnung                                  |
| Attraktionen | Attraktionen                               | Attraktionen                | Attraktionen                               |
| ------------ | ------------------------------------------ | --------------------------- | ------------------------------------------ |
|              | Rock 'n' Roller Coaster Starring Aerosmith | Vekoma Launched Coaster     | 29. Juli 1999                              |
|              | The Twilight Zone Tower of Terror          | Otis Drop Tower - Dark Ride | 22. Juli 1994                              |
| Shows        |                                            |                             |                                            |
|              | Beauty and the Beast: Live on Stage        | Live Show                   | 22. November 1991 15. August 2021 (Update) |
|              | Fantasmic!                                 | Live Show mit Feuerwerk     | 15. Oktober 1998                           |
| Gastronomie  |                                            |                             |                                            |
|              | Joffrey's Coffee & Tea Company             | Quick-Service-Stand         |                                            |
|              | KRNR The Rock Station                      | Quick-Service-Stand         |                                            |
|              | Sunshine Day Bar                           | Bar                         |                                            |
|              | Sunset Ranch Market                        | Quick-Service-Stände        |                                            |

## Live Entertainment
Disney's Hollywood Studios bot im Laufe der Jahre vielfältige Unterhaltung. Früher gab es das Programm „Star Today“ mit täglichen Promi-Auftritten, Paraden wie die Disney Stars and Motor Cars Parade und Live-Shows wie „High School Musical 3“. Zu den Charakteren, die nicht zu Disneys Originalbibliothek gehörten, zählten die Teenage Mutant Ninja Turtles und Power Rangers. Die Citizens of Hollywood, eine Improvisationsgruppe, sind seit 1989 im Park aktiv und die einzige verbliebene Attraktion des Eröffnungstages.

## Ehemalige Attraktionen und Shows
Anmerkung: Mit dem Abriss von einzelnen Gebieten, wurden auch darin befindliche Shows geschlossen. Siehe Streets of America.
- Streets of America (Teilabriss) – neben mehreren Attraktionen und Touren bot die Streets of America kleine Nachbildungen von New York und San Francisco.
- Lights, Motors, Action! Extreme Stunt Show – Eine große Auto Stunt Show, wo Stunts gezeigt wurden.
- Studio Backlot Tour
- Legend of Captain Jack Sparrow
- American Idol Experience
- The Great Movie Ride
- Journey Into Narnia: Prince Caspian
- The Magic of Disney Animation
- Playhouse Disney-Live on Stage
- Studio Backlot Tour
- Honey, I Shrunk the Kids Movie Set Adventure
- Sounds Dangerous – Staring Drew Carey
- Star Tours
- Block Party Bash Parade

## Ehemalige jährliche Veranstaltungen
Disney's Hollywood Studios hat im Laufe der Jahre verschiedene Veranstaltungen ausgerichtet, die oft Tausende von Fans in den Park zogen.
- ESPN The Weekend (später Winter) zeigte Kommentatoren der zu Disney gehörenden Kabel-Sportkanäle sowie Sportprominente. Die Veranstaltung begann im Jahr 2004 und wurde im Juli 2011 dauerhaft eingestellt.

- Star Wars Weekends (Mai–Juni) brachten Star-Wars-Fans und -Prominente für spezielle Parkveranstaltungen zusammen. Die Veranstaltungen fanden freitags bis sonntags im Juni statt und umfassten die 501st Legion (eine weltweite Star-Wars-Kostümgruppe), die in Kostümen wie Sturmtruppen, TIE-Fighter-Piloten, Biker-Scouts und Rebellen-Soldaten durch den Park marschierte. Jedes Wochenende erschienen mehrere Star-Wars-Schauspieler für Fotos und Autogramme und traten in verschiedenen Shows in den Theatern des Parks auf. Zudem gab es größere Jedi-Training-Akademie-Kurse für jüngere Gäste und weitere Aktivitäten. Die Star Wars Weekends endeten 2015.

- ABC Super Soap Weekend fand im November statt und ehrte die Fans der ABC-Seifenopern. Gäste konnten Stars aus All My Children, One Life to Live und General Hospital treffen. Die letzte Veranstaltung fand im November 2008 statt, da ABC stattdessen plante, mehrere kleinere regionale Veranstaltungen im ganzen Land für seine Fans zu organisieren.

- The Osborne Family Spectacle of Dancing Lights (November–Januar) übernahm während der Weihnachtszeit die Streets of America. Die Ausstellung zeigte über fünf Millionen Weihnachtslichter auf mehr als 560 Kilometern Kabel. Die Veranstaltung endete 2015, bevor die Streets of America abgerissen wurden.

## Das ehemalige Filmstudio

### Walt Disney Feature Animation Florida

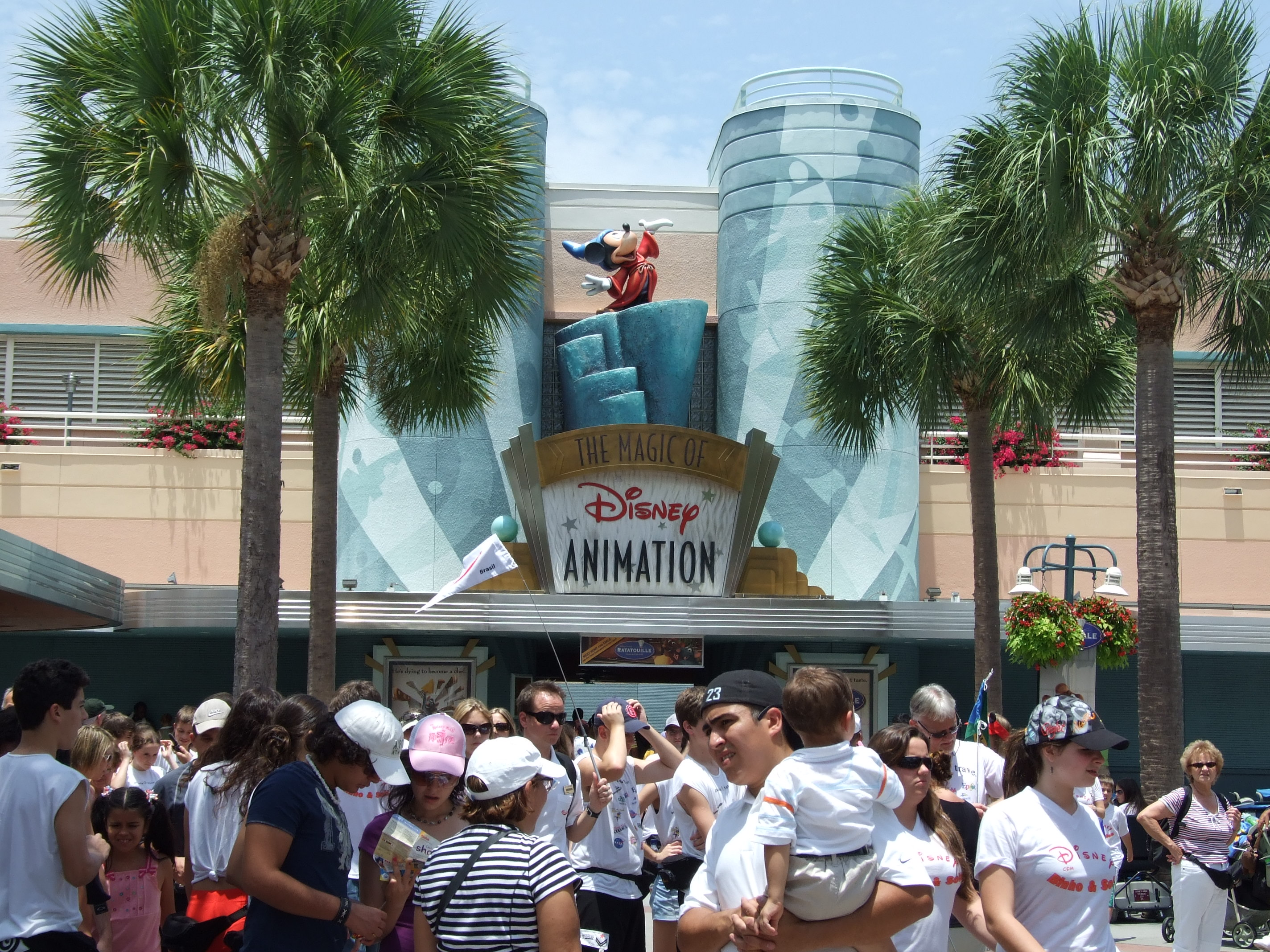
The Magic of Disney Animation bestand bis in das Jahr 2015.

Walt Disney Feature Animation Florida wurden 1988 unter der Leitung von Max Howard gegründet und begannen im Mai 1989 mit 40 Mitarbeitern ihre Tätigkeit. Ursprünglich war geplant, dass die Abteilung an Kurz- und Mittelfilmen arbeitet. Bereits im ersten Jahr schuf die Abteilung den Roger-Rabbit-Kurzfilm Roller Coaster Rabbit und half bei der Fertigstellung von Bernard und Bianca im Känguruland sowie der Begleitproduktion Der Prinz und der Bettelknabe. Bis 1990 waren 70 Animatoren eingestellt, darunter der erfahrene Disney-Animator Mark Henn. Am 7. Oktober 1992 wurde die Abteilung offiziell eingegliedert, und am 22. April 1998 zog sie in eine neue 70-Millionen-Dollar-Anlage in den Disney-MGM Studios um. Im Juni 1998 wurde der erste eigenständige Spielfilm der Florida-Division, Mulan, veröffentlicht.
In den folgenden Jahren trug die Florida-Einheit weiterhin maßgeblich zu Disneys Animationsfilmen bei, wurde jedoch zunehmend von organisatorischen Veränderungen getroffen. Im Januar 2003 begann Disney mit einer Umstrukturierung, um die Nutzung von Ressourcen zu optimieren und den Fokus auf neue Charaktere und Franchise-Entwicklungen zu legen. Die Walt Disney Feature Animation wurde unter die Walt Disney Studios gestellt. Nach der Veröffentlichung von Bärenbrüder im Jahr 2003 wurden 50 Animatoren entlassen und die in Entwicklung befindliche Produktion A Few Good Ghosts wurde im November 2003 eingestellt. Am 12. Januar 2004 gab David Stainton, Präsident von Disney Feature Animation, die Schließung der Walt Disney Animation Florida Studios bekannt.
Nach der Schließung fanden einige Animatoren neue Wege: Manche wurden ins Hauptstudio versetzt, viele blieben jedoch in Orlando oder wurden von konkurrierenden Animationsstudios rekrutiert. Einige gründeten eigene Studios, wie Eddie Pittman mit Legacy Animation Studios. Andere ehemalige Mitarbeiter wie Travis Blaise, Todd Gilbert und Matt Gunther formierten sich zu Magnetic Entertainment. Das Projekt Firefly, ins Leben gerufen von fünf ehemaligen Mitarbeitern auf dem Gelände der Universal Studios Florida, arbeitete an Produktionen wie Curious George und zwei Direct-to-Video-Filmen für DisneyToon Studios.

### Dreharbeiten im Park
Der Park war auch Schauplatz für die Dreharbeiten einiger Filme und Serienepisoden. Der erste Film, der im Park gedreht wurde, war der Fernsehfilm Splash 2, die Fortsetzung des Films Splash (1984), dessen Dreharbeiten am 2. Februar 1988 begannen.
Die Show All New Mickey Mouse Club wurde vor Publikum aufgezeichnet. Diese Sendung, inspiriert vom The Mickey Mouse Club der 1950er Jahre, machte Britney Spears, Justin Timberlake und Christina Aguilera bekannt.
Die Serien Golden Girls (Die Goldmädchen) und Hör mal, wer da hämmert (Home Improvement) wurden teilweise hier gedreht. Thunder in Paradise wurde komplett im Park produziert und nutzte die Kulissen der Seven Seas Lagoon und von Epcot.

## Architektur
Der Disney's Hollywood Studios Park enthält zahlreiche architektonische Anspielungen auf Gebäude in Los Angeles. Einige dieser Gebäude existieren noch, andere wurden zerstört.

### Hollywood Boulevard

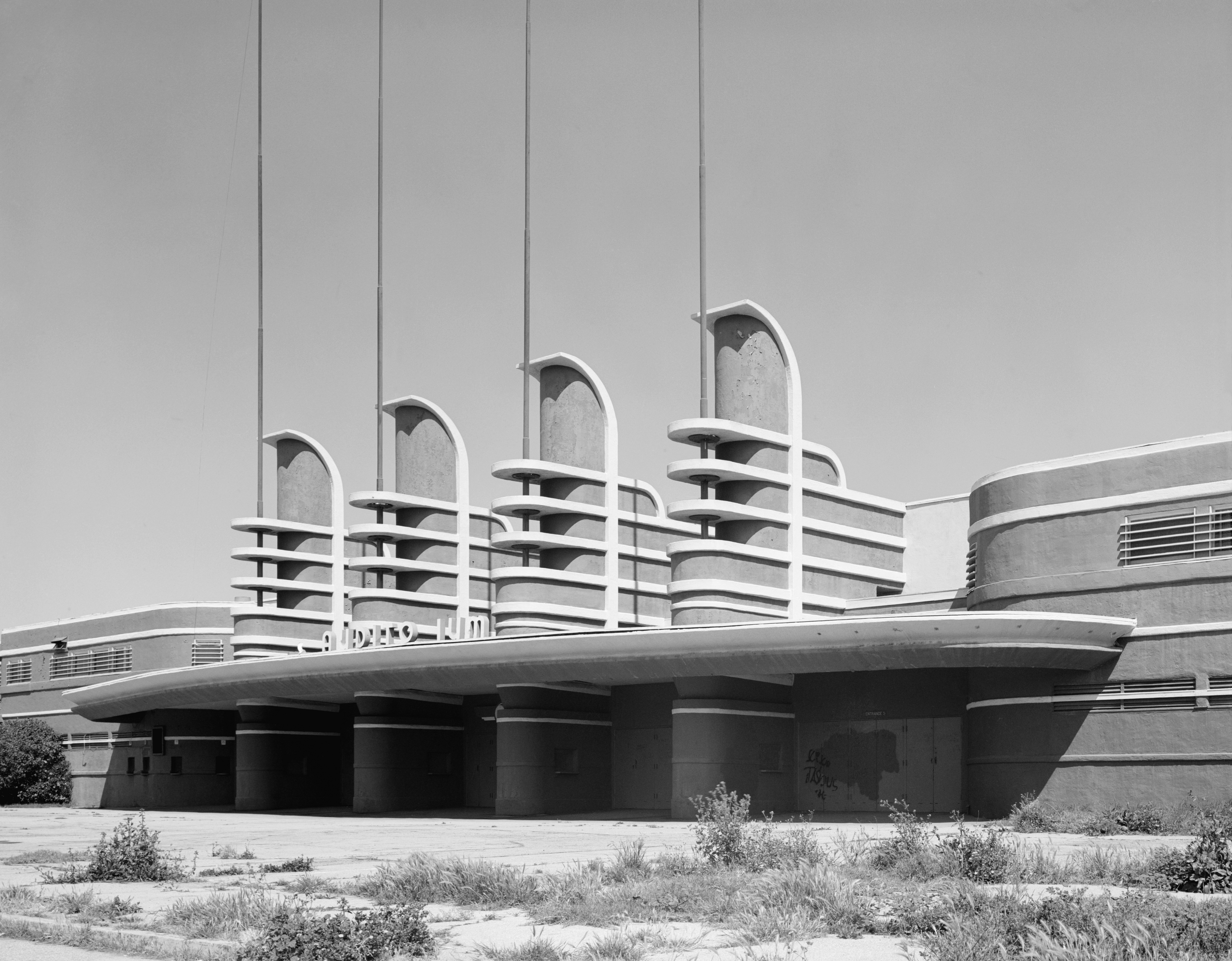
Pan-Pacific Auditorium

- Der Eingang reproduziert die beeindruckende aerodynamische Fassade des Pan-Pacific Auditoriums in Los Angeles, das 1935 im Streamline-Moderne-Stil erbaut wurde. Die Fassade ist türkisfarben, verchromt und hat flaggentragende Pylonen.
- Das Crossroad of the World ist eine Kopie des Eingangs zum gleichnamigen Einkaufszentrum am 6671 Sunset Boulevard. Es war eines der ersten Einkaufszentren dieser Art in den USA und kombiniert den nautischen Stil eines europäischen Dorfes.
- Sid Cahuenga: One of a Kind ist ein Laden links vom Eingang. Er erinnert an die Bungalows im American-Craftsman-Stil, die typisch für Hollywood sind und als Geschäfte oder Büros genutzt wurden.
- Oscar’s Super Service auf der gegenüberliegenden Seite des Platzes ist eine typische Tankstelle der 1950er Jahre in den USA.
- Die Darkroom ist ein Fotogeschäft im Art-déco-Stil, insbesondere des California-Crazy-Stils. Ein riesiges Kameragehäuse bildet einen Teil der Fassade, ähnlich dem Geschäft am 5730 Wilshire Boulevard, das 1938 erbaut wurde.
- Das Geschäft Celebrity 5 & 10 ist ebenfalls im Art-déco-Stil gehalten. Es ist eine Kopie (außer der Farbe) des Geschäfts JJ Newberry am 6600 Hollywood Boulevard.
- Sweet Success ist eine Nachbildung im Stil des Spanish Colonial Revival. Ein zweistöckiger Block dieser Architektur ist an der 3400 Kenmore Avenue an der Ecke zur Sixth Street in Los Angeles zu sehen.
- Mickey’s of Hollywood besteht aus mehreren Fassaden. Die erste an der Ecke ist im Stil des Spanish Colonial Revival und eine Kopie des Gebäudes am 6601 Hollywood Boulevard. Die zweite Fassade mit schwarzem und goldenem Marmor ähnelt dem Gebäude am 5209 Wilshire Boulevard. Die letzte erinnert an den alten Max-Factor-Laden am 1660 North Highland Avenue.
- Pluto Palace ist eine Replik einer Tierklinik am 940 North Highland Avenue.
- Disney & Co besitzt eine Art-déco-Rotunde, die der am 6224 Santa Monica Boulevard an der Ecke zur Cole Avenue ähnelt.
- Keystone Clothiers ist eine Kopie des Julian Medical Building am 6300 Hollywood Boulevard an der Ecke zur Cahuenga Avenue.
- Das Hollywood Brown Derby ist eine Replik des zweiten Brown Derby, das 1929 am 1624 Vine Street gebaut wurde.
- Das Chinese Theater wurde nach den Originalplänen von 1927 von Meyer und Holler für Sid Graumans Theater am 6925 Hollywood Boulevard gebaut. Das Gebäude in Florida ist genauso groß wie das Original und es wurde keine erzwungene Perspektive verwendet.

### Echo Lake/Commissary Lane
- Echo Lake erinnert an das Becken des Echo Park Lake in der Nähe der Innenstadt von Los Angeles.
- Das Boot von Min and Bill auf dem See verweist auf den gleichnamigen Film von 1930 mit Marie Dressler und Wallace Beery. Der grüne Dinosaurier Gerty erinnert an den Zeichentrickfilm von Winsor McCay aus dem Jahr 1914.
- Die Hollywood & Vine Cafeteria ist eine typische spartanische Cafeteria von Los Angeles, inspiriert von der am 1725 North Vine Street nahe dem Hollywood Boulevard.
- Das 50's Prime Time Café greift die Design- und Architekturkonzepte von Richard Neutra, Pierre Koenig und Frank Lloyd Wright auf, um ein Interieur eines Hauses der 1950er Jahre nachzubilden.
- Die ABC Commissary ist ein Art-déco-Pastiche der Restaurants der 1930er Jahre. Sie repräsentiert den Park durch verschiedene Gemälde.

### Sunset Boulevard
- One upon a Time ist eine Nachbildung des Carthay Circle Theater, das 1926 im Carthay Circle-Viertel in Beverly Hills erbaut wurde.
- Legends of Hollywood übernimmt die Fassade des Academy Theater von S. Charles Lee, das 1938 in Inglewood, Kalifornien, errichtet wurde.
- Der Sunset Ranch Market ist eine Hommage an den Farmer’s Market, der 1934 an der Ecke 3rd Avenue und Fairfax Avenue erbaut wurde.
- Die Mulholland Fountain, die sich in der Nähe des Sunset Ranch Market befindet, ist eine Miniaturreplik der Originalfontäne, die an der Kreuzung von Riverside Drive und Los Feliz Avenue gebaut wurde.
- Das Gebäude der Attraktion Rock 'n' Roller Coaster ist nach dem Vorbild des RKO/Desilu-Aufnahmestudios in den Culver Studios errichtet.
- Das Hollywood Tower Hotel, ein Gebäude im Pueblo-Deco-Stil, einer Mischung aus amerikanischen und hispanischen Architekturelementen, ist von mehreren Hotels in Kalifornien inspiriert, darunter das Château Marmont von Arnold Weitzman (1928).

## Besucher
Disney’s Hollywood Studios hatte im Jahr 2018 ca. 11,3 Millionen Besucher. Damit lag der Park im Vergleich auf Platz 5 der Freizeitparks mit den meisten Besuchern in Nordamerika und auf Platz 9 weltweit. Im Vergleich zu den anderen Parks im Walt Disney World Resort ist Disney’s Hollywood Studios der besucherschwächste Park. Innerhalb der Jahre 2006 bis 2014 lag die durchschnittliche Besucherzahl bei 9,7 Millionen Besuchern pro Jahr.
| 2011      | 2012       | 2013       | 2014                  | 2015       | 2016       | 2017       | 2018       | 2019       | 2020      |
| --------- | ---------- | ---------- | --------------------- | ---------- | ---------- | ---------- | ---------- | ---------- | --------- |
| 9.699.000 | 9.912.000  | 10.110.000 | 10.312.000            | 10.828.000 | 10.776.000 | 10.772.000 | 11.258.000 | 11.483.000 | 3.675.000 |
| 2021      | 2022       | 2023       | Worldwide rank (2023) |            |            |            |            |            |           |
| 8.589.000 | 10.900.000 | 10.300.000 | 10                    |            |            |            |            |            |           |

Entwicklung der Besucherzahlen